# Loudest Love
| Оценки критиков | Оценки критиков |
| Источник        | Оценка          |
| --------------- | --------------- |
| Allmusic        | [ 1 ]           |

Loudest Love — мини-альбом американской рок-группы Soundgarden, был издан в октябре 1990 года на лейбле A&M Records.

## Об альбоме
Первоначально альбом был выпущен в Японии, позже — в Соединённых Штатах. Список композиций такой же как у сингла «Loud Love», но с добавлением песен «Hands All Over», «Heretic» и «Come Together». Грег Прато из Allmusic присвоил диску три звезды из пяти. Он писал: «Loudest Love достойная компиляция для хардкорных фанатов Soundgarden, но если вы новичок, начните с их сборника A-Sides, или одного из официальных альбомов группы».

## Список композиций
1. «Loud Love» (Крис Корнелл) — 5:26
  - Оригинальная версия песни была издана на альбоме Louder Than Love.
2. «Hands All Over» (Корнелл, Ким Тайил) — 6:00
  - Оригинальная версия песни была издана на альбоме Louder Than Love.
3. «Get on the Snake» (Корнелл, Ким Тайил) — 3:44
  - Оригинальная версия песни была издана на альбоме Louder Than Love.
4. «Heretic» (Тайил, Хиро Ямамото) — 3:48
  - Оригинальная версия песни была издана на сборнике Deep Six. Тем не менее, вариант песни на этом диске — перезаписанная версия из сингла «Hands All Over» с Мэттом Кэмероном ударных, а не Скоттом Сандквистом. Она также вошла в саундтрек к кинофильму «Врубай на полную катушку».
5. «Come Together» (Джон Леннон, Пол Маккартни) — 5:52
  - Оригинальная версия песни была издана на сингле «Hands All Over». Кавер-версия песни The Beatles. Продюсер Soundgarden Джек Эндино отметился бэк-вокалом на этой песне.
6. «Fresh Deadly Roses» (Корнелл) — 4:53
  - Оригинальная версия песни была издана на сингле «Loud Love».
7. «Big Dumb Sex» (dub version) (Корнелл) — 6:06
  - Оригинальная версия песни была издана на сингле «Loud Love». Эта версия песни — ремикс от Стива Фиска.

## Участники записи
Soundgarden
- Крис Корнелл — вокал, ритм-гитара
- Мэтт Кэмерон — ударные
- Джейсон Эверман — бас-гитара на «Come Together»
- Ким Тайил — соло-гитара
- Хиро Ямамото — бас-гитара

Продакшн
- Терри Дэйт, Джек Эндино, Soundgarden — продюсирование